# 훈제란

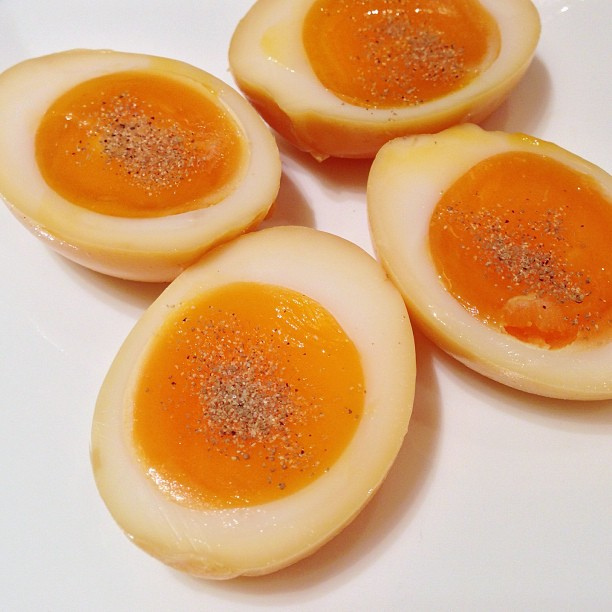
훈제 달걀

훈제란(燻製卵)이란 알을 훈제하여 만든 요리로, 크게 달걀과 생선알 훈제로 나뉜다.

## 종류

### 달걀
훈제란은 훈제하고 나서나 훈제할 때 껍질색이 변하므로, 이를 통해 일반 삶은 계란과 구분할 수 있다. 대한민국에서는 삶은 계란이나 식혜, 수정과 등의 음료와 함께 찜질방에서 많이 찾아볼 수 있으며, 시중의 편의점 등에서도 구운 계란과 함께 구매할 수 있다. 서양에서는 삶은 계란의 껍질을 벗기고 마리네이드한 뒤 훈제하여 전채로 내기도 한다.
서양 요리 중에서는 훈제 달걀로 파테를 만들어 먹는 것도 있다. 또 달걀 샐러드에 넣기도 하며, 식초 드레싱이나 딥의 재료로도 들어간다. 니수아즈 샐러드 중에는 훈제 달걀로 에스푸마 (말포)를 만들어 재료로 쓰는 레시피도 있다. 마지막으로 훈제 달걀로 만든 퓌레 요리는 다양한 요리의 맛을 돋구는 데 사용된다.

### 캐비어
캐비어 중에서는 훈제로 만드는 것도 있는데 숭어알, 철갑상어알, 그리고 노르웨이에서 주로 먹는 대구알 등이 여기에 속한다. 또 냉동 날 연어알로 만든 훈제캐비어 술도 있다.

## 갤러리

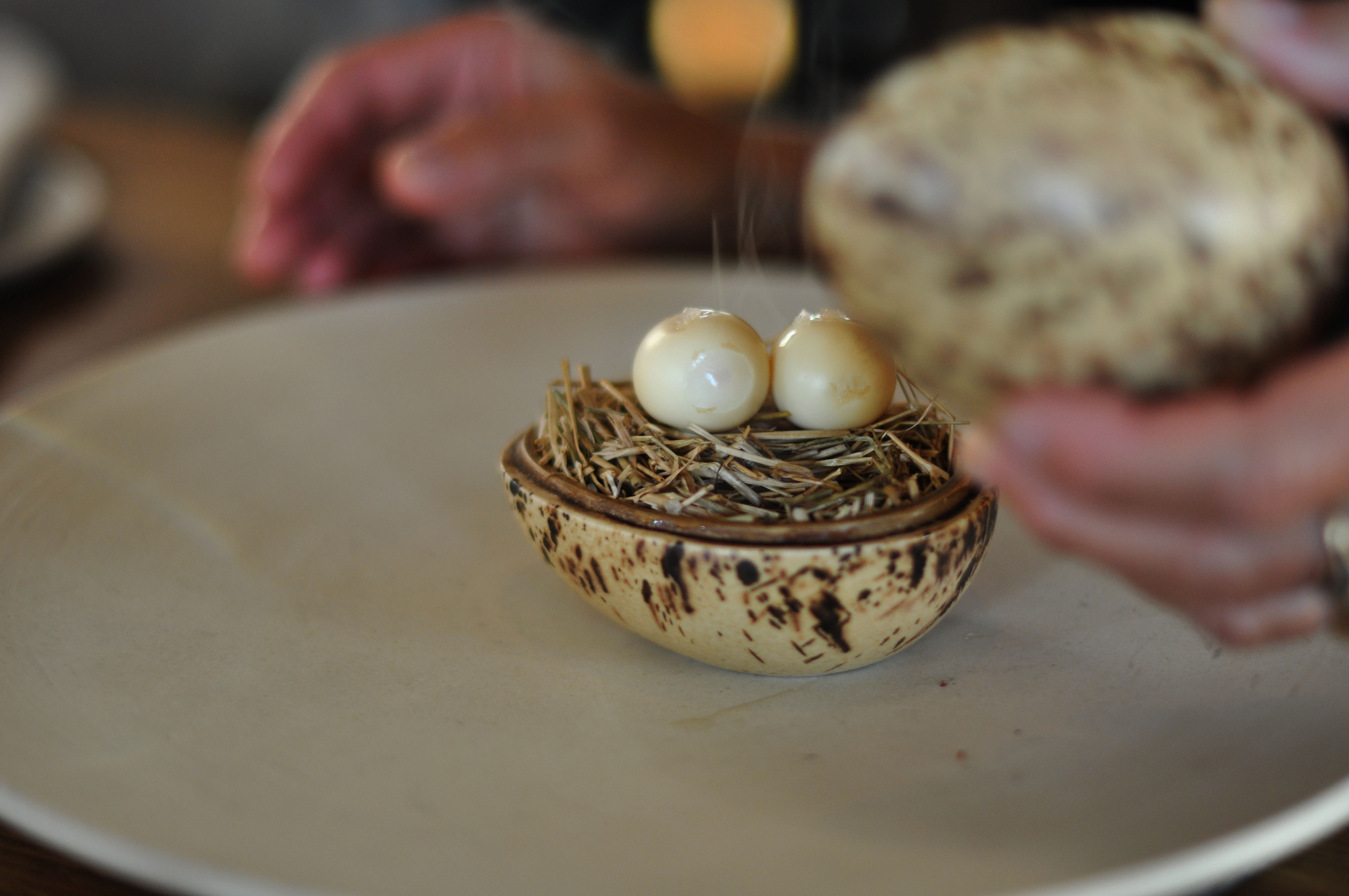
절여서 훈제한 메추리알 요리 (덴마크의 노마 레스토랑)
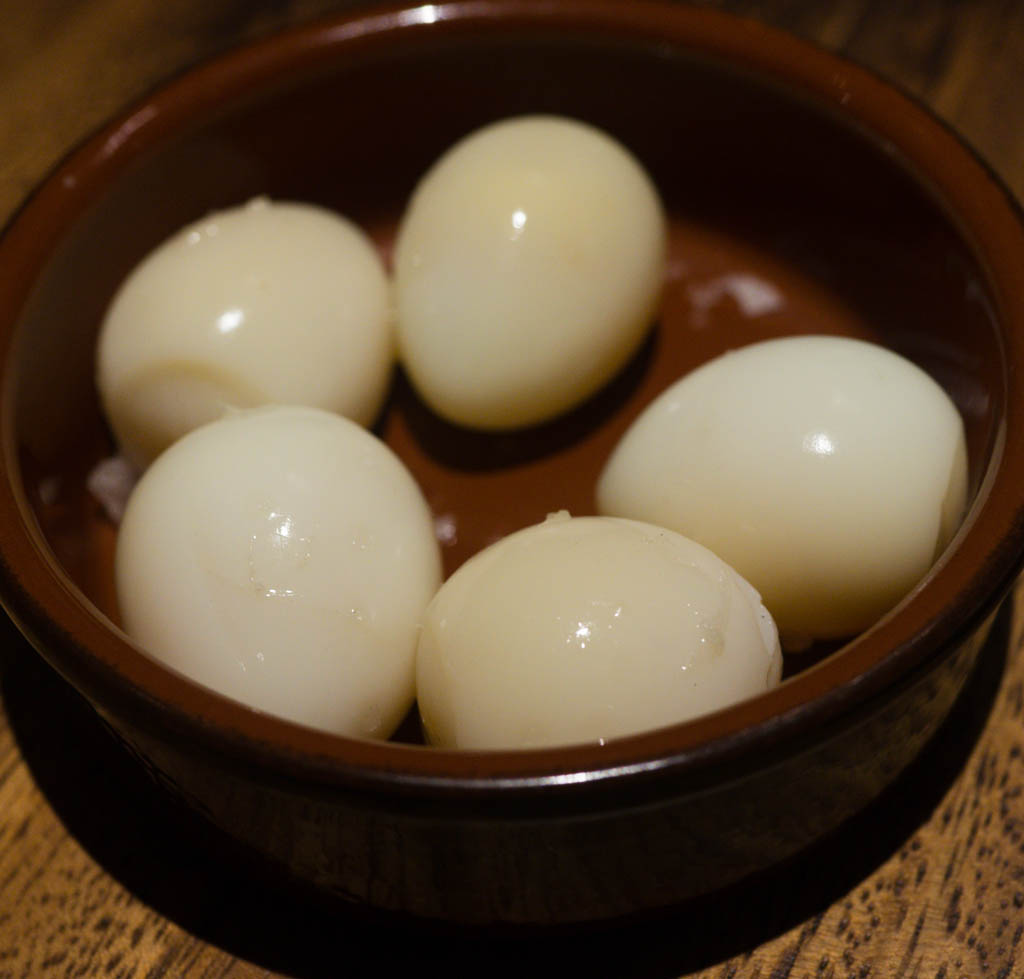
훈제 메추리알

## 같이 보기
- 훈제고기
- 훈제생선